# Trzonów
Trzonów – wieś w Polsce położona w województwie małopolskim, w powiecie miechowskim, w gminie Książ Wielki.
W 1595 roku wieś położona w powiecie ksiąskim województwa krakowskiego była własnością starosty chęcińskiego Piotra Myszkowskiego.
Po powstaniu listopadowym dobra ziemskie Trzonów będące własnością Jana Olrycha Szanieckiego zostały skonfiskowane za jego udział w powstaniu a on sam został skazany na karę śmierci.
13 grudnia 1944 wieś została spacyfikowana przez hitlerowców. Śmierć poniosło 47 osób, 16 zostało rannych. Spalonych zostało 14 zabudowań. Miało to miejsce w ramach operacji "Schneesturm", która miała na celu zlikwidowanie partyzantów radzieckich przebywających w okolicy lasów sancygniowskich, przeprowadzonej dwa dni po udanym zamachu dokonanym 11 grudnia 1944 r. przez partyzantów radzieckich w pobliskiej wsi Lipówka, w czasie którego zlikwidowano SS-Hauptsturmführer Theodora van Eupena, zbrodniarza wojennego, komendanta obozu w Treblince I, a od sierpnia 1944 roku komendanta niemieckiego obozu pracy w Młodzawach Dużych stacjonującego w Chrobrzu.
W latach 1975–1998 miejscowość administracyjnie należała do województwa kieleckiego. Integralne części miejscowości: Kamieniec, Trzonówek, Trzonówek-Kamionki, Trzonówek-Podsośnina.